# Kanar
Kanar de son vrai nom Bernard Querton, né le 10 avril 1967 à Nivelles (province du Brabant wallon), est un dessinateur, cartooniste et enseignant belge francophone.

## Biographie

### Jeunesse et formation
Bernard Querton naît le 10 avril 1967 à Nivelles. Il est issu d'un père wallon et d'une mère flamande. Ses amis l’appellent Canard et c'est avec ce pseudonyme qu’il signe ses premiers dessins qu'il réalise en autodidacte. Il adopte rapidement le nom de plume de Kanar qui plus anguleux et incisif. Il commence le dessin pour le Kot d’Or, son kot-à-projet qui fait la promotion des séances du Ciné-club de l’École de communication. Il fait également des affiches pour le théâtre universitaire de Louvain (TUL).
Il obtient une licence en communication sociale de l'Université catholique de Louvain (UCL) en 1990. 

### Carrière
Il collabore au journal Le Soir de 1995 à 2003. Il y relate ses chroniques politiques et d'actualités belges et étrangères sous le titre de Kanarland.
Il sort un mini-livre, sur le thème du téléphone mobile Allo, t’es où ? dans la collection « Tout petit Pire » aux éditions Luc Pire. Il enchaîne l'année suivante avec Vous voulez rire, ?.
En 2005, il est le dessinateur de presse du journal L’Écho. La même année, il publie Quand l'économie va, tout va,! dans la collection « Voix du rire » aux mêmes éditions. Depuis 2007, il collabore au magazine Moustique. Il en est le dessinateur attitré depuis.
Il collabore également à Imagine magazine en Belgique et à Alternatives économiques en France depuis 2014.
La même année, il est également membre du collectif et du site web The Cartoonist, réunissant des dessinateurs belges de presse, créé par Marec, où leurs travaux sont mis à la disposition du public,. Il rend hommage aux victimes de l'attentat contre Charlie Hebdo en 2015.
Il publie Kanar y croit toujours ! aux éditions bruxelloises La Lettre volée en 2019. Trois ans plus tard, il publie un nouveau recueil de dessins : Sinon, vous ça va ?, aux éditions gerpinnoises Kennes.
Il est primé à deux reprises en obtenant le troisième prix au prix Press Cartoon Belgium décerné au Festival de Knokke-Heist en 2015 et 2019,. 

### Autre activité
Il enseigne en parallèle la philosophie et la psychologie à l'école supérieure des arts Saint-Luc de Liège.

### Vie privée
Il vit à Andenne,.

## Style
Kanar possède un style graphique original composé de traits vifs et droits. Les nez de ses personnages sont exagérément allongés. Il pratique aussi parfois le collage. En quelques traits, il réussit à donner une expression particulière à chacun de ses personnages.

## Œuvres

### Recueils de dessins
- Allo, t’es où ?, Luc Pire, coll. « Tout petit Pire », Bruxelles, 15 décembre 2001
Scénario, dessin et couleurs : Kanar -  (ISBN 9782874151187)

- Vous voulez rire[5] ?, Luc Pire, Bruxelles, 10 octobre 2002
Scénario, dessin et couleurs : Kanar -  (ISBN 9782874152474)

- Quand l'économie va, tout va[6] !, Luc Pire, coll. « Voix du rire », Bruxelles, 2005
Scénario, dessin et couleurs : Kanar -  (ISBN 9782874155390)

- Kanar y croit toujours[20] !, La Lettre volée, Bruxelles, 22 novembre 2019
Scénario, dessin et couleurs : Kanar -  (ISBN 9782873175368)

- Sinon, vous ça va[13],[21] ?, Kennes Éditions, Gerpinnes, 2 novembre 2022
Scénario, dessin et couleurs : Kanar -  (ISBN 9782380758726)

### Collectifs
- (nl + fr) Press Cartoon Belgium 2006 : de beste cartoons uit de Belgische pers van het jaar 2005 = Press Cartoon Belgium 2006 : les meilleurs dessins de presse parus en 2005 dans la presse belge, Louvain, Van Halewyck, 2006, 143 p., ill. ; 22 cm (ISBN 90-5617-694-3)

### Illustrations
- Transformer l'entreprise, Maurits van Overbeke (textes), Bruylant, Louvain-la-Neuve, 1998, 125 pages : illustrations ; 26 cm,  (ISBN 9782872095223), (OCLC 43450987)
- Le Dortoir[22], Nicolas Ancion (textes), Le Fram, 2004  (ISBN 2-930330-17-1)
- Portraits crachés[23], Jean-Pierre Verheggen (textes), Éditions du Somnambule équivoque, coll. « Dérapages », Liège, 2005, 89 pages : illustrations,  (ISBN 9782930377070)
- L'Amont des mots, Maurits van Overbeke (textes), Presses universitaires de Louvain, Louvain-la-Neuve, 2008, 156 pages : illustrations ; 19 × 10 cm,  (ISBN 9782874631122), (OCLC 436981929)
- Balades dans le jardin de grands philosophes, Luc de Brabandere, Stanislas Deprez (textes), Éditions Mols, Wavre, 2009, 235 pages : illustrations ; 23 cm,  (ISBN 9782874021114), (OCLC 1400665416)